# 马丁·安嫩
马丁·安嫩（德語：Martin Annen，1974年2月12日—），瑞士前男子雪车运动员。他曾代表瑞士参加2002年和2006年冬季奥林匹克运动会雪车比赛，其中2002年冬季奥运会获得一枚铜牌，2006年冬季奥运会获得二枚铜牌。